# Steffen Hamann
Steffen Hamann (n. 14 iunie 1981, Rattelsdorf, Regatul Bavariei, Germania; numele complet: Steffen Ewald Hamann) este un fost jucător german de baschet. Începând cu sezonul 2010-2011, a activat la clubul FC Bayern München. A fost un component de bază al echipei naționale de baschet a Germaniei.

## Cariera
Steffen Hamann a început să joace baschet de la vârsta de 9 ani. Ca junior, a practicat acest sport la cluburile de profil din Rattelsdorf, Kemmern, Bamberg și Breitengüßbach. La începutul sezonului 2006-2007 s-a transferat la clubul Climamio Bologna (Italia). Cu echipa din Bamberg a obținut titlul de campion național în anii 2005 și 2007. 
Din luna iunie 2008 a devenit component al echipei ALBA Berlin. 
În anul 2010 a semnat un contract pe 3 ani cu clubul FC Bayern München, în cadrul căruia și-a dobândit statutul de vedetă.
A debutat la echipa națională de baschet în data de 22 ianuarie 2003, în partida disputată contra Macedoniei la Koblenz. Sub culorile naționalei a susținut 131 de meciuri, dintre care 75 au fost victorii ale Germaniei. Cel mai mare succes înregistrat cu naționala acestei țări este locul 5 obținut la Campionatul European de Baschet care a avut loc în anul 2007.

### Diverse
Este bun prieten cu Bastian Schweinsteiger, fotbalist emblematic al grupării bavareze FC Bayern München, cunoscut și pentru veleitățile sale baschetbalistice.